# 尼氏褶唇麗魚
尼氏褶唇麗魚，為輻鰭魚綱鱸形目隆頭魚亞目慈鯛科的其中一種，分布於非洲剛果河中部流域，體長可達8.5公分，棲息在溪流，屬雜食性，生活習性不明。